# フィンスター
株式会社フィンスター（Finstar Inc.）は東京都千代田区の不動産会社。

## 概要
株式会社フィンスターは宅地建物取引業、不動産売買業務、不動産投資コンサルティング業務、収益不動産管理業務、不動産投資セミナー業務などを手がけている。

### 経営理念
フィンスターでは様々な不動産取引を経験して得た膨大なデータを活用し、テクノロジーとチームによるイノベーションを起こす企業を目指しています。
テクノロジーの採用が遅れる不動産業界において、これまでに存在しなかった商品やサービス、仕組みなどを考え、不動産業界の市場をよりオープンにし、新しい価値の創出に向けて、フィンスターは常に進化していきながら未来に挑戦し続けていきます。
Challenge
– 挑戦するチカラ
新しいことをやろうとすれば、失敗はつきもの。
不安を抱くことを恐れず、これも成長の一過程だと強く信じること。
今ないものを作り出して未来を創るのは、変わって行くことを楽しめる人間だけである。
Grit
– やり抜く力
自分が定めた目標に対して興味を持ち続け、粘り強く取り組む「情熱」大きな壁にぶつかったとしても乗り越えるまで諦めない「粘り強さ」必ず達成出来ると信じる「信念」
成功するためには優れた才能よりも、粘り強く諦めずに最後までやり抜く力が重要である
Win
– 勝つ力
組織内・顧客・取引先などあらゆるステークホルダーとの良好な関係を全方位的に構築することが大切である

メンバーの一人ひとりが最高の結果が出せるように考え、行動に一貫性を持ち、全方位に良い影響を及ぼすように努める

## 沿革
- 2016年2月、東京都千代田区において、代表取締役の忽那清彦によって創業
- 2021年5月、不動産仕入れに特化した株式会社フィンスターが運営する『CROWD BUILDS（クラウドビルズ）』をリリース

## 免許番号
- 宅地建物取引業免許　東京都知事（２）第９９１５６号
- 小規模不動産特定共同事業第１号事業者東京都知事（１）第５号

## 加盟団体
- 日本住宅保証検査機構, 公益社団法人全日本不動産協会
- 公益財団法人 東日本不動産流通機構会員